# Крус, Жуан
Жуан Виктор Машадо Крус (порт.-браз. João Victor Machado Cruz); более известный, как Жуан Крус (порт.-браз. João Cruz) род. 12 мая 2006, Сан-Паулу) — бразильский футболист, полузащитник клуба «Атлетико Паранаэнсе».

## Клубная карьера
Крус — воспитанник клуба «Атлетико Паранаэнсе». 27 июня в матче против «Крузейро» он дебютировал в бразильской Серии A. 12 августа в поединке против «Интернасьонала» Жуан забил свой первый гол за «Атлетико Паранаэнсе».